# بنز پتنت-موتورواگن
بنز پتنت-موتورواگن (به آلمانی: Benz Patent-Motorwagen) خودرویی بود، که از سال ۱۸۸۶ تا ۱۸۹۳ توسط شرکت بنز آگ و در کشور آلمان تولید شد. در ۲۹ ژانویه ۱۸۸۶، کارل بنز سه چرخه‌ای را که با موتور گازسوز حرکت می‌کرد، به شماره ۳۷۴۳۵ در دفتر ثبت اختراعات آلمان، در شهر برلین ثبت کرد. این خودرو نخستین اتومبیل در صنعت خودروسازی بشمار می‌آید.
برتا بنز برای اینکه ثابت کند کالسکه بدون اسب مدل بنز پتنت-موتورواگن یک وسیله نقلیه کاربردی است، برای دیدن مادرش، ۱۰۴ کیلومتر با این وسیله رانندگی کرد.